# Francisco A. Marcos Marín
Francisco Adolfo Marcos Marín (Madrid, 20 de junio de 1946 -) es un profesor y lingüista español, también ciudadano estadounidense. Desde 2004 fue professor of Linguistics and Translation en la Universidad de Texas en San Antonio, retirado hoy día como profesor emérito de dicha universidad. De su experiencia internacional puede destacarse que ha sido professore ordinario per chiara fama de la Università di Roma, La Sapienza, catedrático de Lingüística General en la Universidad Autónoma de Madrid y de Historia del Español en la Universidad de Valladolid. Ha sido profesor invitado o visitante en numerosas universidades. Es miembro de la Academia Norteamericana de la Lengua Española  (2001) y de la Academia Argentina de Letras (2002) y Ciudadano Honorario de San Antonio, Texas.

## Trayectoria profesional
Tras finalizar el bachillerato en el Instituto Padre Suárez de Granada, donde fue alumno, entre otros, de Emilio Orozco y de Antonio Domínguez Ortiz, pasó a estudiar en la Universidad Complutense, donde siguió inicialmente cursos de Historia del Arte, con José María de Azcárate y de latín y latín vulgar con Sebastián Mariner. Simultaneó los estudios de Filología Románica con algunos cursos de árabe de la especialidad de Filología Semítica. Fue alumno de Elías Terés, con quien realizó su tesis doctoral, sobre "Elementos árabes en los orígenes de la épica hispánica", de Soledad Gibert, Joaquín Vallvé y Pedro Martínez Montávez. En Filología Románica e Hispánica estudió con Rafael Lapesa, Dámaso Alonso y Alonso Zamora Vicente y, más adelante, siguió cursos sobre el Romancero con Diego Catalán. Su tesis doctoral se publicó en 1971, con el título de Poesía narrativa árabe y épica hispánica por editorial Gredos, en Madrid, gracias al informe favorable de Dámaso Alonso y Emilio García Gómez. Además, su formación se vio reforzada por varios años de estudio con Américo Castro y una larga y productiva relación con Emilio Alarcos, Yakov Malkiel y Charles B. Faulhaber. Con este último colaboró en los proyectos que permitieron iniciar las humanidades digitales en España y en el hispanismo. Sus trabajos en el área de la Lingüística Computacional y la traducción por computadora se habían iniciado en 1971 en el marco del Seminario de Lexicografía de la Real Academia Española, donde fue Colaborador Especial en la redacción del Diccionario Histórico. Se especializó en Lingüística Informática en la International Summer School de Pisa (1972-74), dirigida por Antonio Zampolli, y amplió sus estudios más tarde en el Linguistic Institute (1987) de la Linguistic Society of America. Entre 1981 y 1983 se diplomó en "Problemas del Lenguaje" en el correspondiente programa de Doctorado de la Facultad de Medicina de la Universidad Autónoma de Madrid y en 1983-84 obtuvo, como investigador principal, una beca de investigación del Fondo de Investigaciones Sanitarias de la Seguridad Social para el estudio «Salud pública de la población infantil y trastornos del lenguaje» en colaboración con Gonzalo Moya Juan-Cervera. Estos trabajos se interrumpieron por el fallecimiento de Gonzalo Moya. Las investigaciones en lingüística computacional y humanidades digitales continuaron en la Universidad Autónoma de Madrid y en los Centros Científicos de IBM en Madrid, España, y Heidelberg, Alemania, y se ampliaron desde 1987 en la dirección del grupo de Madrid de EUROTRA, el programa europeo de traducción por ordenador, y tras su nombramiento como Director del Área de Industrias de la Lengua de la Sociedad Estatal para la Ejecución de los Programas del Quinto Centenario (1990-1993).
De sus trabajos en el tratamiento informático del español puede destacarse la coordinación de los Corpus de Referencia de la Lengua Española Contemporánea en Argentina y Chile y del Corpus Oral del Español Centro-Peninsular. Junto con Charles B. Faulhaber y Ángel Gómez Moreno desarrolló la primera colección informatizada de texto e imagen para cualquier lengua del mundo, ADMYTE, Archivo Digital de Manuscritos y Textos Españoles, en CD-ROM (disco I publicado en 1992, disco 0 en 1993, disco II en 1999, en línea desde 2002), tarea en la que continúa como Responsable Científico. Su estrecha relación con la República Argentina lo llevó a dirigir el proyecto bilateral de cooperación hispano-argentino para la preparación del Catálogo de la Colección Foulché-Delbosc  de la Biblioteca Nacional de la República Argentina y su edición electrónica. 
Miembro del comité de redacción de varias editoriales y revistas, en diversos países y continentes, su reconocimiento internacional puede representarse por la concesión del Premio Humboldt de Investigación (2004). En Alemania había sido en 1984-85 becario de la Fundación Alexander von Humboldt y profesor visitante en varias universidades, relación que se plasmó en su actuación como Miembro de la Comisión del Diccionario del Español Medieval (Heidelberger Akademie der Wissenschaften). Entre 1999 y 2001 fue Director Académico del Instituto Cervantes. Su reconocimiento institucional en Italia lo llevó a ser nombrado, en 2002, Membro del Consiglio Scientifico, Progetto Lingua Italiana Dante Alighieri, Società Dante Alighieri, Italia.  En 2015 fue nombrado Experto del Consejo Europeo de Investigación.
El inicio de su carrera como medievalista se amplió muy pronto con la publicación de una serie de gramáticas del español, iniciada en 1972 con su Aproximación a la gramática, a la que siguieron el Curso de Gramática Española (1980), Guía de Gramática de la Lengua Española (2001), estudios monográficos, libros didácticos y comentarios de textos. La línea lingüística, que incluye lingüística general e historia de la Lingüística, se mantuvo en paralelo con los trabajos históricos como Reforma y modernización del español. Ensayo de Sociolingüística Histórica (1979) o sobre textos medievales, con la primera edición unificada digitalmente del Libro de Alexandre (1987) y la edición crítica con versión en español moderno del Cantar de Mio Cid (1997). Desde 2004, como consecuencia de su traslado a los Estados Unidos de América, ha trabajado en obras de carácter lingüístico y social, como Los retos del español o, en colaboración con Amando de Miguel, Se habla español. Las necesidades del español en los Estados Unidos lo llevaron a publicar una ortografía con atención especial a los hablantes latinoamericanos y sus variantes fonéticas, Más allá de la Ortografía, en 2009. Colaboró en la Enciclopedia del español en los Estados Unidos patrocinada por el Instituto Cervantes y fue miembro de la comisión conjunta de la Academia Norteamericana y la American Association of Teachers of Spanish and Portuguese (AATSP). Desde 2009 colabora con SHUMLA, una institución de educación e investigación sobre arqueología y arte rupestre de Tejas, donde desarrolla un trabajo como etnolingüista que se ha traducido en una serie de publicaciones. Ha fundado también el Observatorio del español de los Estados Unidos Inc., una institución sin ánimo de lucro que colabora con distintos servicios educativos y culturales de los Estados Unidos en el ámbito de los contactos entre el español y el inglés. Entre 2018 y 2022 residió en Jerusalén, en el Instituto Español Bíblico y Arqueológico (Casa de Santiago) y colaboró en estudios e investigaciones lingüísticos y arqueológicos.
Sus investigaciones sobre los orígenes del español, especialmente los contactos entre árabe, clásico y andalusí, afrorrománico, romance andalusí y lenguas iberorromances, han mantenido una constante que puede ejemplificarse en la necesidad de sustituir el término mozárabe,  por romance andalusí, siguiendo a Federico Corriente, para evitar la confusión de dominios lingüísticos y religiosos o culturales. Desde 2015 esta línea de investigación se completa con la inclusión de estudios que relacionan las hablas bereberes, las afrorrománicas, descendientes del latín africano, el vascorrománico y el romance andalusí. Estos estudios llevaron en 2023 a su segunda tesis doctoral, también en la Universidad Complutense, en Ciencias de las Religiones y se presentan en su libro de 2023:  Dominio y lenguas en el Mediterráneo Occidental hasta los inicios del español.

## Publicaciones
- Poesía narrativa árabe y épica hispánica (1971)
- Aproximación a la gramática española (1972)
- Lingüística y lengua española (1975)
- El comentario lingüístico (metodología y práctica.) (1977)
- Estudios sobre el pronombre (1978)
- Reforma y modernización del español (Ensayo de sociolingüística histórica) (1979)
- Curso de gramática española (1980)
- Literatura Castellana Medieval. De las jarchas a Alfonso X (1980)
- Metodología del español como lengua segunda (1983)
- Comentarios de lengua española  (1983)
- Cantar de Mio Cid. Edición modernizada, estudio y notas (1984)
- Libro de Alexandre. Estudio y edición (1987)
- Lingüística aplicada con Jesús Sánchez Lobato (1988)
- Introducción a la lingüística: historia y modelos (1990)
- Conceptos básicos de política lingüística para España (1994)
- Informática y humanidades (1994)
- El comentario filológico con apoyo informático (1996)
- Cantar de Mio Cid. Edición. (Introducción, edición crítica, versión en español moderno y notas) (1997)
- Gramática española con F. Javier Satorre Grau y María Luisa Viejo Sánchez (1998)
- Guía de gramática de la lengua española con Paloma España Ramírez (2001)
- Los retos del español (2006)
- Se habla español con Amando de Miguel (2009)
- Más allá de la ortografía. La primera ortografía hispánica, con Paloma España Ramírez (2009)
- Humanidades Hispánicas. Lengua, cultura y literatura en los estudios graduados, con  Daydi-Tolson, S., Membrez, N.J., Chappell, W.L., Wallace, M.L., de Miguel, A., Urrutia Gómez, J., de Diego, R., Salazar Ramírez, M.S., Benavides, A., Sánchez Díez, A., Guillot, V. (2018)
- 西班牙语语言通论 Xībānyá yǔ yǔyán tōnglùn. Teoría y práctica de la lengua Española, con Xuhua Lucía Liang (2022)
- Dominio y Lenguas en el Mediterráneo Occidental hasta los inicios del español (2023)

## Poemarios
- Odysseos (1999)
- Lectura de su pluma (2002)